# Tip Toe Topic
Tip Toe Topic is een Belgische band die bestaat uit Elko Blijweert en Saar Van De Leest. De band ontstond nadat ze Blijweert en Van De Leest in 2004 door Australië trokken. Met Joris Caluwaerts maakte de band ook een nieuwe soundtrack bij De Triadische Balletten van Oskar Schlemmer.

## Discografie
- 2007 Tip Toe Topic (Heavenhotel)
- 2010 No Sleep (Heavenhotel)